# Кампос дос Гојтаказес
Кампос дос Гојтаказес (порт. Campos dos Goytacazes) град је у Бразилу у савезној држави Рио де Жанеиро. Према процени из 2007. у граду је живело 426.154 становника.

## Становништво
Према процени из 2007. у граду је живело 426.154 становника.
| 1991.   | 2000.   |
| ------- | ------- |
| 389.109 | 406.989 |